# José Benito de Churriguera

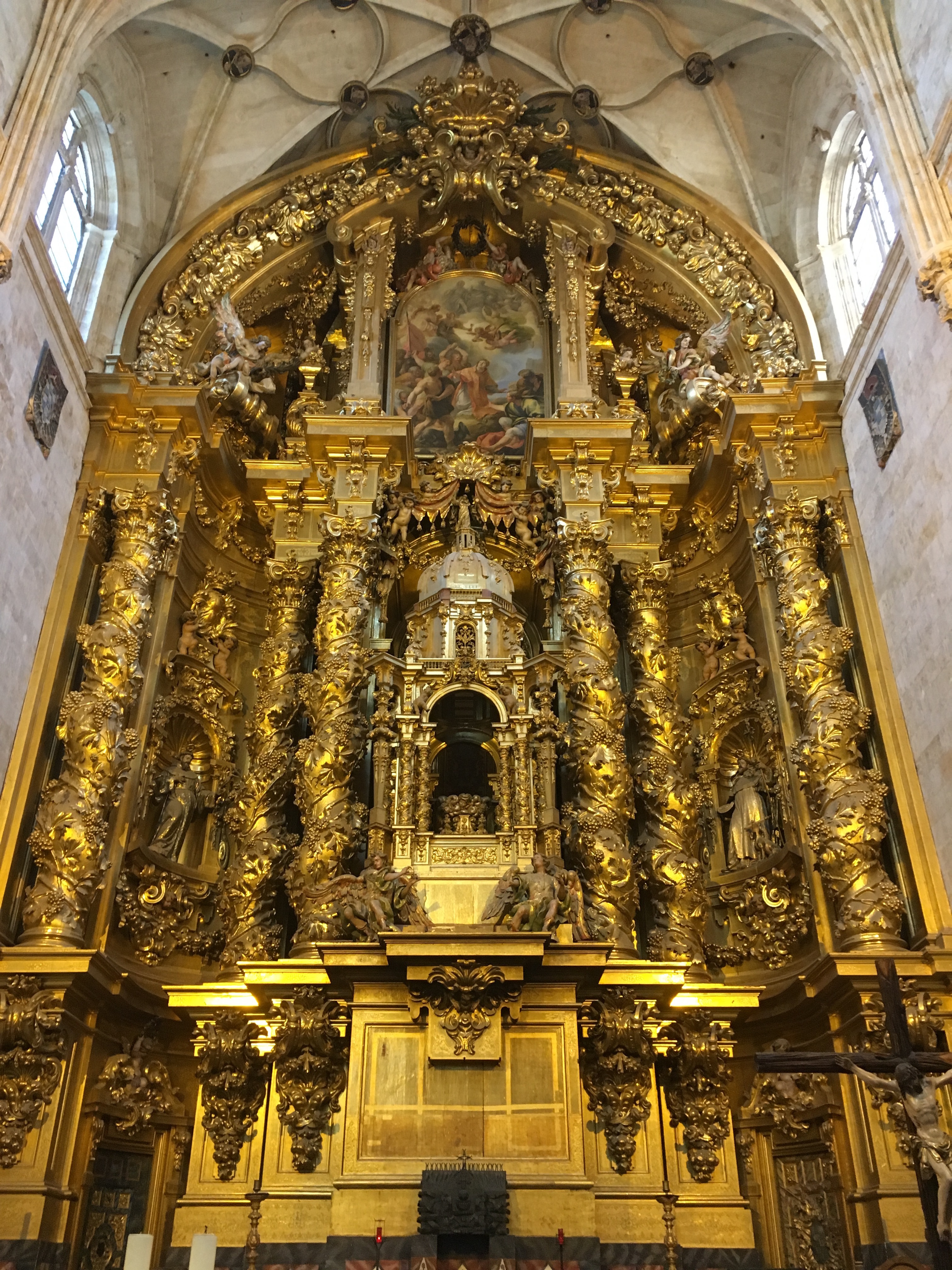
Ołtarz główny w kościele świętego Szczepana w Salamance

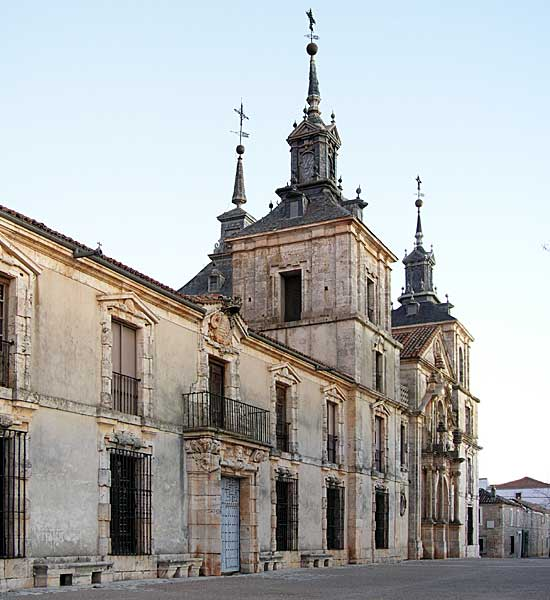
Kościół w Nuevo Baztán

José Benito de Churriguera (ur. 21 marca 1665 w Madrycie, zm. 2 marca 1725 tamże) – najwybitniejszy architekt hiszpańskiego baroku.
W swoich dziełach podważał antyczne kanony architektury, wprowadzając do niej niezwykle bogate i pomysłowe zdobienia, które przesłaniały elementy konstrukcyjne. Czerpał z tradycji włoskich i niderlandzkich, a także z dorobku Azteków i Majów. W ten sposób stworzył nową odmianę baroku, zwaną churrigueryzmem.
Największe dzieła:
- kościół i klasztor dominikanów pod wezwaniem świętego Szczepana w Salamance,
- katedra w Salamance,
- kościół świętego Sebastiana w Madrycie,
- kościół świętego Kajetana w Madrycie,
- kościół świętego Tomasza w Madrycie,
- pałac Goyeneche w Madrycie,
- pałac i park w Nuevo Baztán,
- kościół w Nuevo Baztán,
- kaplica w katedrze w Segowii,
- katedra w Palencii.

Churriguera zajmował się także rzeźbą (katafalk królowej Marii Ludwiki) i urbanistyką (miasto Nuevo Baztán).
Jego dwaj bracia – Joaquín i Alberto – byli również znanymi architektami i rzeźbiarzami.